# دسامبر (فیلم ۲۰۰۸)
«دسامبر» (پرتغالی: Feliz Natal) یک فیلم است که در سال ۲۰۰۸ منتشر شد. از بازیگران آن می‌توان به ناتالیا دیل اشاره کرد.